# Distrito Escolar Independiente de La Marque
El Distrito Escolar Independiente de La Marque(La Marque Independent School District, LMISD) fue un distrito escolar de Texas. Tiene su sede en La Marque, y sirve a La Marque, partes de Texas City y partes de Tiki Island.
A partir de 2015 tenía más de 2.400 estudiantes y más de 300 empleados. Gestiona una escuela preescolar, una escuela primaria, una escuela media de grados 5-8, una escuela secundaria de grados 7-8 y una escuela preparatoria.
En el 6 de febrero de 2015, la Agencia de Educación de Texas (TEA por sus siglas en inglés) revocó la acreditación de LMISD porque sus finanzas pobres y su baja calificación académica.En abril de este año, la TEA puso la decisión en espera.En noviembre de 2015, el TEA anunció que LMISD va a terminar sus operaciones el 1 de julio de 2016. 
El 1 de julio de 2016, LMISD será anexado en el Distrito Escolar Independiente de Texas City.